# Swanscombe
Swanscombe est un site préhistorique du Paléolithique inférieur situé près de la localité de Swanscombe, dans le comté du Kent, en Angleterre. Il est intégré dans un parc d'une superficie de 3,9 hectares classé Réserve naturelle nationale et Site d'intérêt scientifique particulier. Il a livré une industrie lithique acheuléenne et clactonienne et un crâne néandertalien partiel daté d'environ 400 000 ans, le deuxième fossile humain le plus ancien connu au Royaume-Uni, après celui d'Eartham Pit.

## Description
Le périmètre du parc rassemble deux sites géologiques protégés et une réserve naturelle nationale,,. 
Le parc occupe une ancienne carrière de gravier, dénommée Barnfield Pit.

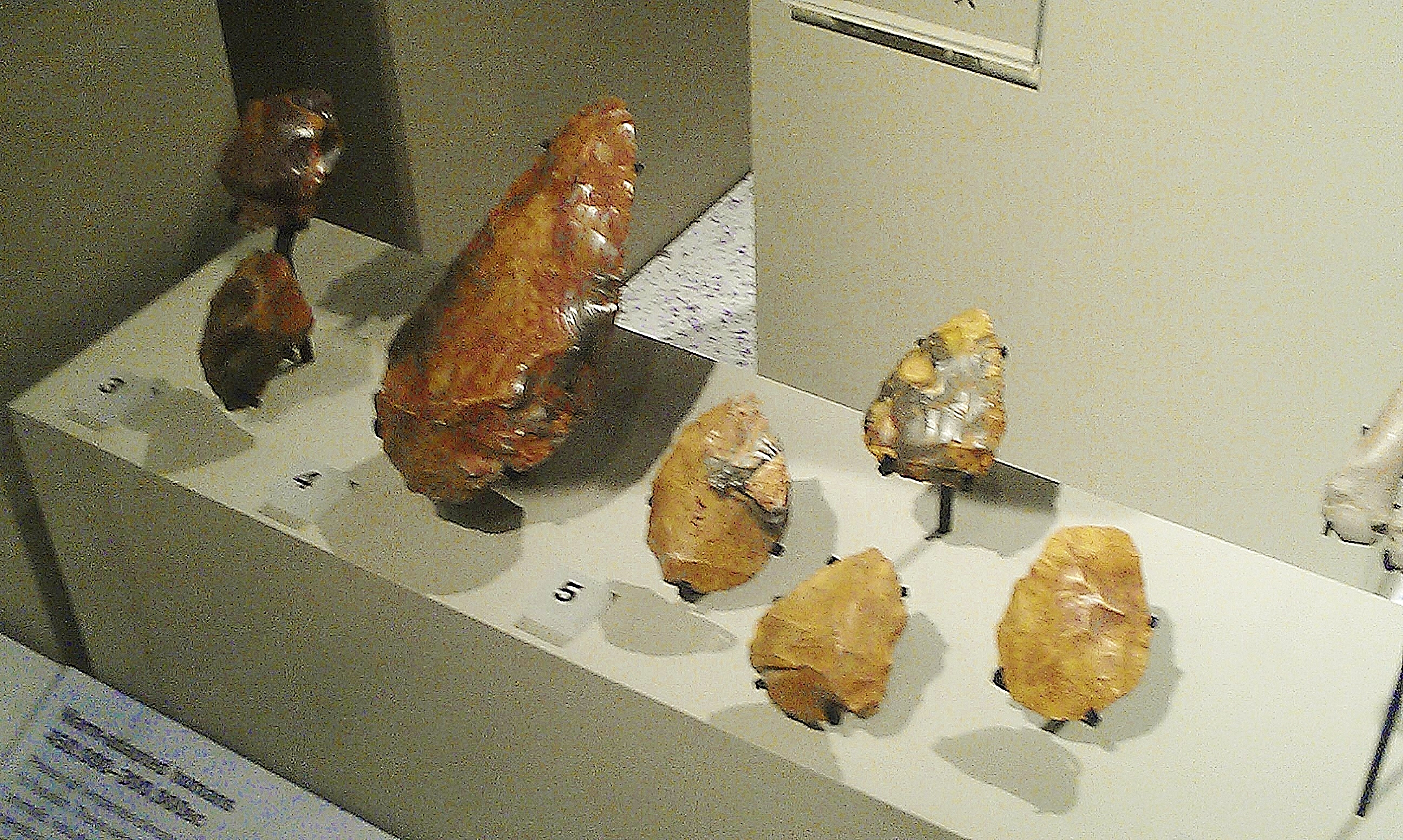
Bifaces de Swanscombe

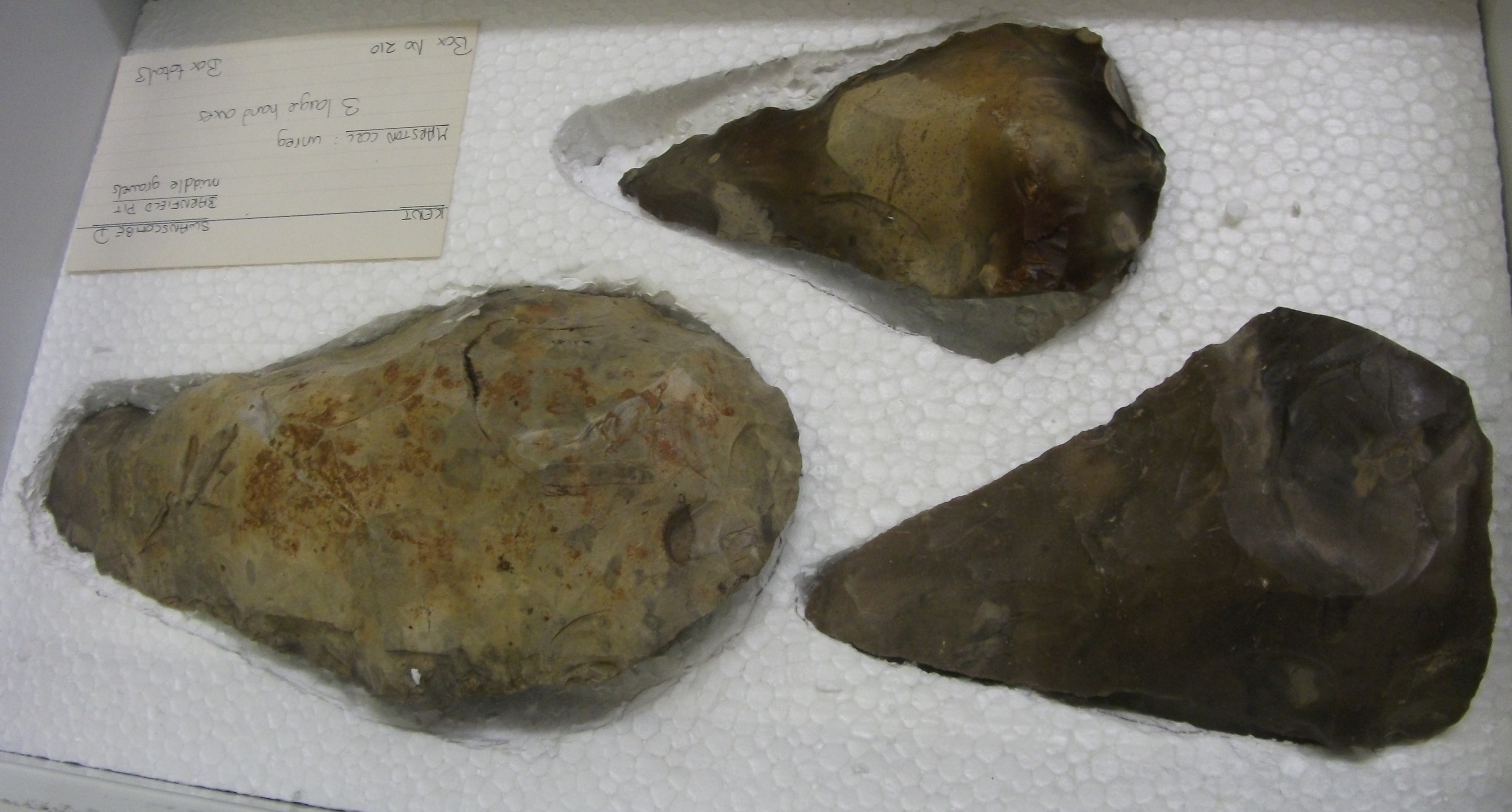
Bifaces de Swanscombe, British Museum

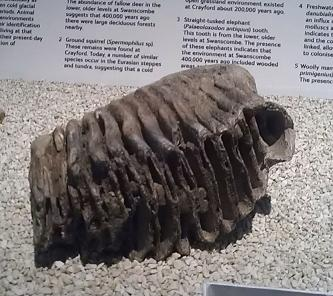
Dent de mammouth trouvée sur le site

## Historique
La région était déjà connue pour la découverte de nombreux bifaces acheuléens et clactoniens, certains datant de 400 000 ans, lorsqu'en 1935 et 1936, des travaux à Barnfield Pit ont conduit à la découverte de deux fragments de crânes humains fossiles, connus depuis sous le nom d'Homme de Swanscombe. Les fossiles ont été trouvés dans les graviers de la terrasse moyenne inférieure à près de 8 mètres de profondeur, par Alvan T. Marston, un archéologue amateur qui inspectait la gravière entre les opérations d'extraction pour rechercher des outils en silex.
Le 29 juin 1935, Alvan T. Marston découvrit le premier fragment d’os fossile, qu’il identifia grâce à sa connaissance de l’anatomie comme étant l’os occipital d’un homme ancien. Un an plus tard, le 15 mars 1936, Marston découvrit au même endroit l’os pariétal gauche bien conservé appartenant au même individu. Ce n’est que le 30 juillet 1955 que Bertram et John Wymer découvrirent un troisième fragment du même crâne, l’os pariétal droit, moins bien conservé. Les trois parties s'articulent pour former l'arrière d'un crâne humain.
D'autres fouilles, menées entre 1968 et 1972 par John d'Arcy Waechter, ont mis au jour d'autres outils en silex et en os et ont déterminé l'étendue de l'ancien rivage sur lequel les ossements fossiles ont été trouvés.

## Fossiles humains
Le volume endocrânien de l'Homme de Swanscombe est estimé à 1 300 cm3, comparable à celui de l'Homme moderne. Le crâne a été attribué à l'Homme de Néandertal, dont il montre plusieurs caractéristiques, notamment la fosse sus-iniaque sur l'os occipital,. Le crâne pourrait être féminin.
Il a été daté en 1999 d'environ 400 000 ans, ce qui correspond à la période interglaciaire du stade isotopique 11.

## Analyse
Swanscombe est l'un des deux seuls sites de Grande-Bretagne à avoir livré des fossiles humains du Paléolithique inférieur, l'autre étant Eartham Pit, dans le Sussex de l'Ouest, où un fragment de tibia et deux dents humaines isolées datées d'environ 500 000 ans ont été découverts en 1994. Ceux-ci sont présumés appartenir à l'espèce Homo heidelbergensis, tandis que le crâne de Swanscombe est clairement attribué à l'Homme de Néandertal.

## Conservation
La plupart des vestiges fossiles de Swanscombe se trouvent au Musée d'histoire naturelle de Londres, et les vestiges lithiques au British Museum.